# Курилски вулкани
Курилските острови са група вулканични образувания, разположени като дълга, тясна, дъговидна ивица между руския полуостров Камчатка и остров Хокайдо в Япония. Групата е част от Тихоокеанския огнен пръстен и отделя Охотско море от Тихия океан. Над морското равнище се намират 68 вулканични центъра, от които 36 са действащи и потенциално опасни. Най-активни от тях са Алаид, Ебеко и вулканите на Менделеев и Креницин. В акваторията, под нивото на водата, се издигат още 98 вулканични възвишения.
Курилската островна група лежи върху земна кора от океански тип, а границата на Мохоровичич е асиметрично деформирана. Максималната ѝ дълбочина попада между Малките Курилски острови и дълбоководната падина, където мощността на земната кора достига 30 км. При южните и северните Големи Курилски острови тя е 20 – 25 км, а в средната част намалява до 10 – 15 км. Мощността на седиментния слой се колебае от 1 до 9 км.
Островите са формирани в края на плиоцена и началото на плейстоцена. Представляват планетарни структури, несъгласно разположени в по-древни образувания. Характеризират се с нееднороден строеж, свързан с хетерогенността на основите, което определя значителното разнообразие на вулканичната активност. Под островната дъга се наблюдава анормален строеж на земните недра – отсъства рязка граница между кората и мантията, повдигнат е астеносферен слой със сложен строеж, нарушено е равновесното състояние на земната кора и литосферата, завишен е топлинният поток, свързан със зоните на магмена и тектонична активност.
Преобладаващият тип по островите са стратовулканите – слоисти конуси, състоящи се от напластени лавови потоци, пирокластични материали и туфи. Съставени са основно от базалти и на второ място – от дацити и андезити. Освен тях са разпространени калдерите и лавовите куполи. Наблюдава се традиционният магмен цикъл с еволюция на вулканите от щитовидни, през стратовулкани и последващо образуване на калдери. В централната част преобладават разрушени щитовидни вулкани, а в периферията – древни стратовулкани и калдери.
Вулканите на Курилските острови и Камчатка са свързани с огромни разломи в земната кора. Понякога по пукнатините и в гърлото на вулкана се издига магма и често следва изригване. Магмената активност на островите се характеризира с отчетлива цикличност. Проявите на вулканизъм носят прекъснат, пулсиращ характер – редуват се интензивна дейност и дълги периоди на затишие.
Съставът на лавата почти не зависи от състава на земната кора, източник на разнообразието ѝ е самата магма и процесите в нея. Преобладава толеитова и глиноземлеста лава с андезито-базалтов състав. Кисели плейстоценови вулканити (мед и телур) са развити само на северните и южни острови, под които лежи гранитен слой, както и в някои калдери. Геохимичните данни за състава на лавата свидетелстват за мантиен произход на всички скални породи.
На някои от островите, като Кунашир, Итуруп и Парамушир са разположени сравнително малки селища, които се намират в различна степен на вулканична опасност. При силни ерупции облаците от вулканична пепел могат да се разпространят на голямо разстояние и да заплашат сигурността на авиацията и населението.
За по-голямата част от активните вулкани са документирани известни исторически изригвания. Първите сведения за вулканична активност на островите се от 1712 г., но до началото на 20 век много от тях не са отбелязани и са пропуснати, тъй като наблюденията имат случаен характер.
В днешно време повечето вулкани развиват интензивна фумаролна и термална активност. За тяхното наблюдение и изследване, към Института по морска геология и геофизика в Сахалин е създадена Сахалинска група за реагиране на вулканичните изригвания (SVERT).

## Действащи и потенциално активни вулкани на Курилските острови
| Наименование        | Координати                  | Вид                                                        | Остров     | Височина (м) | Последно изригване                                                   | Снимка |
| ------------------- | --------------------------- | ---------------------------------------------------------- | ---------- | ------------ | -------------------------------------------------------------------- | ------ |
| Алаид               | 50° 52' с.ш., 155° 34' и.д. | Стратовулкан, увенчан с ледник                             | Атласов    | 2339         | 2015                                                                 |        |
| Ебеко               | 50° 41' с.ш., 156° 01' и.д. | Сложен стратовулкан с няколко кратера на върха             | Парамушир  | 1156         | 2009                                                                 |        |
| Чикурачкѝ           | 50° 19' с.ш., 155° 28' и.д. | Стратовулкан с кратер на върха                             | Парамушир  | 1816         | 2008                                                                 |        |
| Вулкан на Татаринов | 50° 18' с.ш., 155° 27' и.д. | Стратовулкан с няколко слети лавови купола                 | Парамушир  | 1530         | 17 век, днес – термална активност                                    |        |
| Вулкан на Фус       | 50° 16' с.ш., 155° 15' и.д. | Стратовулкан с кратер на върха                             | Парамушир  | 1772         | 1854                                                                 |        |
| Вулкан на Карпински | 50° 08' с.ш., 155° 22' и.д. | Калдера с два слети лавови купола с кратер на всеки от тях | Парамушир  | 1345         | 1952, днес – фумаролна активност                                     |        |
| Немо                | 49° 34' с.ш., 154° 48' и.д. | Стратовулкан                                               | Онекотан   | 1019         | 1906                                                                 |        |
| Вулкан на Креницин  | 49° 21' с.ш., 154° 42' и.д. | Стратовулкан в калдерата Тао-Русир                         | Онекотан   | 1324         | 1952, днес – фумаролна и термална активност                          |        |
| Вулкан на Севергин  | 49° 07' с.ш., 154° 30' и.д. | Стратовулкан с кратер на върха                             | Харимкотан | 1157         | 1933, днес – слаба фумаролна активност                               |        |
| Синарка             | 48° 52' с.ш., 154° 11' и.д. | Стратовулкан с лавов купол                                 | Шиашкотан  | 934          | 1878, днес – фумаролна и термална активност                          |        |
| Кунтоминтар         | 48° 45' с.ш., 154° 01' и.д. | Стратовулкан                                               | Шиашкотан  | 828          | 1927, днес – фумаролна и термална активност                          |        |
| Екарма              | 48° 57' с.ш., 153° 56' и.д. | Стратовулкан с централен лавов купол                       | Екарма     | 1171         | 2010, днес – термална активност                                      |        |
| Чиринкотан          | 48° 59' с.ш., 153° 28' и.д. | Стратовулкан с кратер на върха                             | Чиринкотан | 724          | 2016 – 2017, днес – силна фумаролна активност в централния кратер    |        |
| Райкоке             | 48° 17' с.ш., 153° 15' и.д. | Стратовулкан с кратер на върха                             | Райкоке    | 551          | 1924                                                                 |        |
| Вулкан на Саричев   | 48° 06' с.ш., 153° 12' и.д. | Стратовулкан с кратер на върха                             | Матуа      | 1446         | 2009, днес – силна фумаролна активност в централния кратер           |        |
| Расшуа              | 47° 45' с.ш., 153° 01' и.д. | Стратовулкан                                               | Расшуа     | 949          | 1957, днес – фумаролна и термална активност                          |        |
| Ушишир              | 47° 31' с.ш., 152° 48' и.д. | Калдера                                                    | Янкича     | 389          | 1884 г., днес – силна фумаролна и термална активност                 |        |
| Вулкан на Палас     | 47° 20' с.ш., 152° 29' и.д. | Стратовулкан с кратер на върха                             | Кетой      | 990          | 1960, днес – силна фумаролна и термална активност                    |        |
| Прево               | 47° 01' с.ш., 152° 07' и.д. | Стратовулкан с кратер на върха                             | Симушир    | 1360         | 1820 (?), фумаролна активност през 1914                              |        |
| Вулкан на Заварицки | 46° 55' с.ш., 151° 57' и.д. | Калдера                                                    | Симушир    | 625          | 1957, днес – фумаролна и термална активност                          |        |
| Горяшчая сопка      | 46° 50' с.ш., 151° 45' и.д. | Страничен лавов купол на вулкана Милна                     | Симушир    | 891          | 1944 (?) днес – фумаролна активност                                  |        |
| Вулкан на Чьорни    | 46° 31' с.ш., 150° 52' и.д. | Стратовулкан с кратер на върха                             | Чирпой     | 624          | 1857, днес – силна фумаролна активност в кратера и по западния склон |        |
| Сноу                | 46° 31' с.ш., 150° 52' и.д. | Стратовулкан                                               | Чирпой     | 395          | 2012 - 2016, днес – слаба фумаролна активност                        |        |
| Вулкан на Берг      | 46° 03' с.ш., 150° 04' и.д. | Стратовулкан с централен лавов купол                       | Уруп       | 980          | 2005, днес – фумаролна и термална активност                          |        |
| Кудрявий (вулкан)   | 45° 23' с.ш., 148° 50' и.д. | Сложен стратовулкан с няколко кратера                      | Итуруп     | 986          | 1999, днес – силна фумаролна активност                               |        |
| Меншой брат         | 45° 23' с.ш., 148° 47' и.д. | Лавов купол и три кратера                                  | Итуруп     | 563          | днес – термална активност                                            |        |
| Чирип               | 45° 23' с.ш., 147° 54' и.д. | Стратовулкан                                               | Итуруп     | 1561         | 1860 (?), днес – фумаролна и термална активност                      |        |
| Богдан Хмелницки    | 45° 20' с.ш., 147° 55' и.д. | Стратовулкан, почти слят с Чирип                           | Итуруп     | 1587         | 1860 (?), днес – фумаролна и термална активност                      |        |
| Вулкан на Барански  | 45° 06' с.ш., 148° 01' и.д. | Стратовулкан с централен лавов купол                       | Итуруп     | 1133         | 1951, днес – силна фумаролна и термална активност                    |        |
| Иван Грозни         | 45° 01' с.ш., 147° 52' и.д. | Лавов купол                                                | Итуруп     | 1159         | 1989, днес – фумаролна и термална активност                          |        |
| Стокап              | 44° 50' с.ш., 147° 20' и.д. | Стратовулкан с 2 групи млади лавови купола                 | Итуруп     | 1634         | (?), днес – слаба термална активност по източния склон               |        |
| Атсонупури          | 44° 48' с.ш., 147° 08' и.д. | Стратовулкан                                               | Итуруп     | 1205         | 1932                                                                 |        |
| Берутарубе          | 44° 27' с.ш., 146° 56' и.д. | Стратовулкан с няколко кратера на върха                    | Итуруп     | 1220         | (?), днес – силна фумаролна и термална активност                     |        |
| Руруй               | 44° 27' с.ш., 146° 08' и.д. | Стратовулкан                                               | Кунашир    | 1485         | (?), днес – фумаролна и термална активност по северозападния склон   |        |
| Тятя                | 44° 27' с.ш., 146° 15' и.д. | Стратовулкан                                               | Кунашир    | 1819         | 1973, днес – слаба фумаролна активност в централния кратер           |        |
| Вулкан на Менделеев | 43° 59' с.ш., 145° 44' и.д. | Стратовулкан с централен лавов купол                       | Кунашир    | 887          | 1977, днес – силна фумаролна и термална активност                    |        |
| Вулкан на Головнин  | 43° 51' с.ш., 145° 30' и.д. | Калдера                                                    | Кунашир    | 541          | (?), днес – силна фумаролна и термална активност                     |        |